# 8 Mont-Blanc
Pour les articles homonymes, voir TV8.
8 Mont-Blanc est une chaîne de télévision généraliste locale française privée se définissant comme « la télévision de Savoie Mont Blanc et de Suisse Romande ». Sa zone de diffusion hertzienne « historique », arrêtée le 1er novembre 2024, couvrait partiellement : 
- les Pays de Savoie (ou la Savoie en tant que région géographique), comprenant les départements de la Savoie et la Haute-Savoie ;
- certains secteurs du département de l'Ain : le Pays de Gex et une partie du Bas-Bugey ;
- et en Suisse, l'extrémité occidentale du bassin lémanique : Canton de Genève et partiellement du Canton de Vaud (district de Nyon et district de Lausanne). La chaîne était diffusée localement sur le canal 31 de la TNT. Elle est également accessible en ADSL sur câble (canal 144) [2].

## Histoire de la chaîne

### 1989-1993: Lucie SA, la première 8 Mont-Blanc
Créée le 15 février 1989 par le journaliste André Campana en marge du festival du film d'Avoriaz, 8 Mont-Blanc fait partie des trois plus anciennes chaînes de télévision locales hertziennes de proximité en France, avec TLM (Télé Lyon Métropole) et TLT (Télé Toulouse). Avec une production de 4 heures de programmes « frais » quotidiens, la chaîne croît rapidement et s'implante dans le paysage médiatique local.
En décembre 1991, un bureau décentralisé est ouvert à Chambéry, à l'occasion des Jeux olympiques d'Albertville. Cette structure permet alors la réalisation de deux journaux télévisés, l'un à Annecy destiné à la Haute-Savoie, l'autre à Chambéry destiné à la Savoie, diffusés chacun et chaque heure de 19h à 23h sur leur zone respective à la faveur d'un décrochage technique (analogue à celui de France 3). À 22 heures toutefois, les deux JT sont diffusés successivement sur l'ensemble de la zone de réception à partir d'Annecy (l'édition de Chambéry étant un enregistrement sur VHS du signal final — logo « 8M » compris — qu'un collaborateur transporte de Chambéry à Épagny).
Début 1993, Lucie SA, la holding qui possède 8 Mont-Blanc, acquiert TLM pour réaliser un rapprochement entre les deux télévisions locales rhônalpines. Ce rapprochement se traduit en mai 1993 par une nouvelle grille de programmes plus ambitieuse, avec des séries et dessins animés déjà diffusés sur les antennes nationales (Inspecteur Derrick, M*A*S*H, Les Chevaliers du Zodiaque), un JT le midi, et des grandes émissions en direct communes à 8 Mont-Blanc et TLM, ainsi qu'un nouvel habillage d'antenne également commun aux deux chaînes. Des films sont prévus dans un deuxième temps…
Mais les frais financiers qui s'accumulent sur la petite structure sont énormes, notamment à cause du nombre de réémetteurs que la chaîne doit financer dans ces régions montagneuses, et aussi à cause du faible volume de publicité diffusé. Les frais occasionnés par la fusion TLM/8-Mont-Blanc furent de trop.
En juin 1993, 5 semaines à peine après l'introduction des nouveaux programmes, Lucie SA dépose le bilan. Les émissions continuent sous une forme très allégée (de 17 h à 23 h la semaine, de 18 h à 22 h le week-end), la production d'émissions « fraîches » étant réduite au strict minimum (1 seul JT + 1 émission de direct quotidienne). Le bureau de Chambéry est fermé. Pendant plusieurs mois la chaîne survit péniblement, passant à quelques jours, voire quelques heures, de l'écran noir pour cause de trésorerie épuisée. Elle ne doit sa survie qu'à l'injection de fonds par l'un de ses actionnaires, et futur repreneur, le groupe 2RBI (René et Robert Bianco), actif dans les produits pétroliers.

### 1994-1997: T2S (Télévision des 2 Savoie), la deuxième 8 Mont-Blanc
En février 1994, la chaîne est confiée au groupe 2RBI, associé à un groupe de médias québécois, MediaPower. La reprise d'une programmation plus ambitieuse a lieu dès le mois d'avril 1994, accompagnée d'un nouvel habillage d'antenne.
Durant trois ans, la programmation de la chaîne va se diversifier : information plus présente (retour du flash de mi-journée en 1996), sport (retransmission de la coupe du monde de ski en direct), consolidation et diversification des émissions « de proximité », mais aussi diffusion de programmes québécois issus du catalogue de MediaPower (Bibi et ses amis, Visions d'Amérique), ainsi que de documentaires (dont Azimuts, une émission produite par l'ONU à Genève).
La chaîne déménage aussi à cette époque, de ses anciens locaux à Épagny (rue de la Mandallaz), dans de nouveaux locaux modernes à Sévrier (route des Pontets), propriété de René et Robert Bianco.
C'est également à cette époque que fut lancée l'émission phare de la chaîne, La Place du Village, conçue et initialement présentée par Germain Dagognet puis, par la suite, par les frères jumeaux Philippe et Jean-Noël Deparis. Le concept consiste en une visite des Pays de Savoie (petits villages comme grands quartiers), à la rencontre des habitants qui apportent un témoignage authentique, et de superbes images montrant toute la beauté de la région.
Mais l'histoire se répète, et la chaîne fait de nouveau face à de graves difficultés financières. En 1996, la chaîne dispose alors d'un budget de 24 MF, mais les recettes s'élèvent à 13 MF seulement, ce qui dégage un déficit de 11 MF, soit presque 1 MF de pertes par mois ! Ces pertes sont une nouvelle fois causées par les coûts de diffusion astronomiques, ainsi qu'un trop faible volume publicitaire plombé par « une certaine presse écrite régionale » qui voit à cette époque d'un mauvais œil cette chaîne s'approprier une partie du gâteau. René et Robert Bianco épongent le déficit avec leur fortune personnelle, mais cette situation n'est pas tenable.
Le 1er juillet 1997, le groupe 2RBI jette l'éponge, et Guénaëlle Troly annonce en ouverture du JT du midi que « Ce mois de juillet sera le dernier pour 8 Mont-Blanc, qui cessera d'émettre le 31 juillet à minuit », toutefois sans déposer le bilan au préalable.
Comme sur La Cinq, une association de téléspectateurs, l'association « La 8 », se constitue alors sous l'impulsion de l'un des journalistes de la chaîne, Patrice Mallet. La présidence est assurée par Philippe Deparis, et son but est évidemment d’œuvrer au redémarrage de la chaîne. Très vite, l'association reçoit de nombreux courriers de soutien, et un pécule commence à se former.
Le 31 juillet à 24 heures, au terme d'une soirée spéciale d'au-revoir au cours de laquelle l'histoire de la 8 fut évoquée, deux enfants (un garçon et une fille), Coraline et Victor nés le même jour que la chaîne actionnent une manette de la régie finale, et l'écran noir (seulement perturbé par la présence du logo « 8M »), envahit l'écran.
Dix minutes après, et pendant 2 mois, un message de soutien à l'association « La 8 » est diffusé à l'antenne. La chaîne cesse complètement ses émissions début octobre 1997, début d'un (véritable) écran noir de trois ans.

### Depuis 2000: TV8 Mont-Blanc, la troisième 8 Mont-Blanc
En janvier 2000, le CSA retient le projet de l'association « La 8 » pour la création d'une nouvelle chaîne de télévision locale. En juillet de la même année, l'autorisation d'émettre est accordée pour une durée de 5 années.
Le samedi 21 octobre 2000 à 17 h 20 (avec 20 minutes de retard sur l'horaire prévu), la chaîne redémarre. L'émission de reprise, présentée par Patrice Mallet, Philippe et Jean-Noël Deparis en extérieur, et Stéphane Santini en studio, présente les « nouvelles têtes », nouveaux programmes et nouvel habillage de la chaîne, en incluant des réactions (téléphoniques) d'anciens animateurs — notamment Christophe Ruault et Guénaëlle Troly — à la suite de la résurrection de la chaîne.
Pour le symbole, cette émission de reprise fut immédiatement suivie à 19 heures d'une nouvelle édition de « La Place du Village » (« à Champ-Laurent, vingt-et-un habitants, plus petite commune des Pays de Savoie »).
La programmation est au départ très modeste (une séquence de programmes « maison » de deux heures multidiffusée en boucle de 17 h à minuit) et s'appuie sur les acquis forts de la chaîne : information (JT, 7 jours en 1 heure), talk-show (Inforum, Le Grand 8) et La Place du Village.
Elle s'étoffe très rapidement : élargissement des horaires d'émission, retour des retransmissions de ski, diversification des magazines, diffusion de documentaires…
Le redémarrage de la chaîne est par ailleurs favorisé par des soutiens notables : locaux loués par les anciens propriétaires de la chaîne, frais de diffusion (300 k€/an) pris en charge dans un premier temps par les départements de Savoie et Haute-Savoie (cette dernière contribution se transformant par la suite en achat de programmes), et polyvalence du personnel dont le nombre est réduit au maximum (la chaîne fonctionne au départ avec 15 salariés, contre 40 avant l'écran noir).
Patrice Mallet a été le président de TV8 Mont-Blanc depuis l'acceptation du projet par le CSA jusqu'au redémarrage effectif de la chaîne. Depuis, le président bénévole est Paul Rivier, l'ancien PDG du groupe Tefal.
En 2002, la chaîne prend le nom TV8 Mont-Blanc (la société porte déjà administrativement ce nom dès son redémarrage, mais a conservé « 8 Mont-Blanc » comme nom d'antenne, en continuité du passé).
En 2004, le bureau local de Chambéry est recréé. Son but n'est plus de réaliser un JT parallèle, mais de couvrir plus spécifiquement le bassin chambérien et de réaliser des reportages et programmes courts dans ce cadre. En 2004, le journaliste Charles Denu s'oppose à une subvention déguisée à TV8 Mont-Blanc, il en obtient l'annulation en 2008.
Début 2005, l'autorisation d'émettre de la chaîne est renouvelée après une procédure simplifiée (c'est-à-dire sans appel d'offres) pour une nouvelle durée de 5 années. L'autorisation de la chaîne est donc valable jusqu'en juillet 2010. Parallèlement, TV8 Mont-Blanc cherche à élargir son audience en utilisant des moyens de diffusion alternatifs : satellite, réseaux câblés en France et en Suisse, FAI ADSL.
Enfin, à la suite de l'arrivée de nouveaux actionnaires dans le capital en 2006, l'orientation de TV8 Mont-Blanc change, et la chaîne a désormais pour but, outre de continuer à être la télévision des Pays de Savoie, de devenir une chaîne thématique nationale dédiée à la montagne. Une nouvelle grille de programmes généraliste est mise sur pied en octobre 2006 sous la houlette de Denis Vincenti, incluant de nouveaux magazines et des fictions orientés sur ce thème, à côté des programmes traditionnels de la chaîne. TV8 Mont-Blanc émet désormais 24h sur 24.
Enfin, TV8 Mont-Blanc est en 2008 la seule chaîne de télévision locale française qui parvient à atteindre l'équilibre financier. À titre de comparaison, TLM, dont le potentiel de téléspectateurs est comparable et le budget plus important, continue de perdre 150 000 € par mois…
L'audience est également au rendez-vous. Sur la zone de réception, le taux de pénétration est supérieur à 90 %. En audience cumulée, ce sont près de 40 000 téléspectateurs par jour qui regardent la chaîne, l'émission qui réalise les meilleurs scores étant La Place du Village (entre 19 000 et 20 000 téléspectateurs par émission), suivie du JT.
Le 17 janvier 2013, la chaîne passe au format 16/9, reprend son ancien nom 8 Mont Blanc et se dote d'un nouveau logo. Depuis le 11 février 2014 la chaîne utilise par satellite la norme mpg4 tout en restant en SD.
Après Paul Rivier à la tête de la télévision pendant 13 ans, Julien Cachat devient Président Directeur Général.
En juillet 2014, la chaîne est placée en redressement judiciaire et doit réduire ses effectifs.
En avril 2016, Magali Chatelain devient Directrice Générale, Julien Cachat reste Président de la chaîne. En août 2016, 8 Mont Blanc déménage et reprend place à Epagny, dans de nouveaux locaux.
En juillet 2017, Pierre Boucaud devient Directeur Général. Le 27 novembre 2017, il devient Président Directeur Général de la chaine.
Le 1er novembre 2024, TDF a interrompue la diffusion hertzienne de la chaîne. 8 Mont-Blanc ne souhaite pas maintenirs ses émetteurs TNT pour des raisons économique.

### Identité visuelle (logo)

Logo de TV8 Mont-Blanc de novembre 2002 à janvier 2013
Logo de 8 Mont-Blanc de janvier 2013 à septembre 2015
Logo de 8 Mont-Blanc depuis septembre 2015

### Slogans
- (1989-1997) : « C'est vous devant, c'est vous dedans »
- (2000-2018) : « Respirez, c'est votre télé »
- Depuis 2018, la chaîne ne revendique actuellement plus aucun slogan.

## Programmes

### Émissions
8 Mont-Blanc étant par nature une chaîne locale, ses programmes s'articulent essentiellement autour des Pays de Savoie.
Le programme le plus symbolique de la chaîne est La Place du Village[réf. souhaitée], une émission de découverte des Pays de Savoie au travers du témoignage authentique des habitants (jeunes et anciens) des villes et villages visités, sur fond d'images de panoramas typiques. Cette émission est présentée depuis l'origine, en 1994, par les jumeaux Philippe et Jean-Noël Deparis et terminée depuis juillet 2016.
Comme sur toute télévision locale, les programmes sont multi-diffusés la journée et le week-end.
En 2012, 8 Mont-Blanc est la première chaîne TV en France à diffuser 100% des Jeux paralympiques de Londres 2012 (événement non couvert en totalité par les chaînes historiques françaises). Les Jeux Olympiques et Paralympiques de Turin en 2006 ont aussi été « couverts » par 8 Mont Blanc, avec des directs et reportages. Ils ont couvert également les jeux Olympiques de Sotchi en 2014 avec 2 journalistes sur place.
En 2013, 8 Mont-Blanc décide de se concentrer sur le local[réf. souhaitée], en restant sur les Pays de Savoie, et Genève.

## Diffusion

### TNT
La chaîne était diffusée en hertzien sur les Pays de Savoie (Savoie, Haute-Savoie), le Pays de Gex, le Bugey et Genève, avec toutefois de nombreuses zones d'ombre.
Depuis le 1er novembre 2024, la diffusion TNT a été interompue par TDF en raison d'impayé de la part de 8 Mont-Blanc. La diffusion hertzienne a de tout temps été une difficulté économique pour la chaîne.
En effet, le relief de la région nécessite de nombreux réémetteurs pour résorber ces zones, causant une énorme pression financière sur la petite chaîne qui doit financer ces émetteurs. Ceci fut l'une des causes principales des déboires financiers de 1993 et 1997. La diffusion de TV8 Mont-Blanc s'appuie donc essentiellement sur une noria de réémetteurs secondaires, car elle n'est pas reprise par les principaux émetteurs hertziens de la région (Chambéry émetteur du Mont du Chat ou Gex émetteur du Mont-Rond), laissant de larges zones géographiques sans réception (Avant-Pays savoyard notamment) et de nombreuses zones avec une réception difficile.
Par décision du CSA du 15 juillet 2007, TV8 Mont-Blanc bénéficie de plein droit du canal réservé à la télévision numérique de proximité libéré sur le multiplex "R1". Cette diffusion sur la TNT est effective depuis le 17 septembre 2007 (émetteurs de Chambéry-Les-Monts, Annecy et Albertville), rendant la chaîne pleinement disponible notamment dans les villes d'Annecy, Chambéry, Aix-les-Bains, Albertville, Pontcharra, Rumilly, Cruseilles, Grésy-sur-Isère et Montmélian.
Le 29 septembre 2010, la chaîne doit basculer au tout numérique sur les mêmes canaux que l'analogique. En réalité cette migration est progressive (émetteur par émetteur) et ne se termine que vers fin novembre 2010.
Pour des questions de coût et de gestion des émetteurs, la chaine est diffusée sur un réseau parallèle au multiplex R1 appelé "R15" et qui est géré par TDF. Les émetteurs actifs sont les suivants :
- ALBERTVILLE 1 - FORT DU MONT, R15: 32H 5W
- ANNECY - BELVÉDÈRE DE LA JEANNE, R15: C32H 20W
- ANNEMASSE - DIVONNE - VESANCY, R15: 46H 191W
- BESSANS - PLAN DE LA TOMBA, R15: 46H 1,5W
- BONNEVILLE - TOISINGES, R15: 46H 11W
- CHAMBÉRY 3 - SUR LES MONTS, R15: 32H 32W
- CHAMONIX-MONT BLANC - AIGUILLE DU MIDI, R15: 46H 45W
- CLUSES - SAINT-SIGISMOND, R15: 46H 60W
- COMBLOUX - LE BAROULET (BOIS ROULET), R15: 46H 4W
- LES CONTAMINES-MONTJOIE 1 - VÉROCE, R15: 46H 100mW
- LES CONTAMINES-MONTJOIE 2 - LE BAPTIEU, R15: 46H 100mW
- FRANGY - LE MONT, R15: 32H 2W
- MEGÈVE 1 - ROCHEBRUNE, R15: 27H 5W
- AIX-LES-BAINS - MONT REVARD, R15: 33H 2W
- MONTMÉLIAN - LE FORT, R15: 46H 22W
- SAINT-GERVAIS-LES-BAINS - LE COUDRAY, R15: 46H 2W
- SAINT-JEOIRE - LES BRASSES, R15: 46H 1W
- SAINT-JORIOZ 1 - TALLOIRES - SAINT-GERMAIN, R15: 46H 2W
- VALLORCINE 1 - LE MORZAY, R15: 46H 100mW
- VALLORCINE 2 - LA VILLAZ, R15: 46H 100 mW

### Câble
Depuis l'origine, la chaîne est reprise sur les réseaux câblés de Chambéry, Annecy ou encore Genève. À Chambéry, la chaîne a été remplacée, le 1er août 1997 au lendemain de l'arrêt officiel des émissions, par Paris Première, provoquant la colère des animateurs et responsables de l'époque (le message de soutien à l'Association « La 8 » n'a ainsi pas été diffusé). En 2009, Numericable relaie la chaîne sur sa zone de diffusion. En Suisse, 8 Mont-Blanc est reprise sur le téléréseau de Lausanne (Citycable) depuis décembre 2006. Le réseau Naxoo (Genève) et UPC Cablecom également.

### Satellite
Depuis 2004, TV8 Mont-Blanc à veillée à étendre sa diffusion en clair via le satellite :
- Sur Hot Bird 6 ;
- Sur Atlantic Bird 3 (dès septembre 2007) ;
- Dans le bouquet BIS TV.

Le 1er janvier 2015, la chaîne cesse sa diffusion via le satellite Astra pour des raisons économiques. Le 9 novembre 2017, la chaîne cesse sa diffusion via le satellite Eutelsat 5 West A. La chaîne n'est ainsi plus diffusée par satellite.

### ADSL / Box télécom / IP
La totalité des fournisseurs d'accès ADSL de France proposent TV8 Mont-Blanc dans leur offre. En Suisse, Swisscom TV reprend TV8 Mont-Blanc dans son offre de base dans toute la Suisse, y compris pour les téléspectateurs ayant choisi le bouquet germanophone ou italophone de base. Au début du lancement de Bluewin TV, outre TV8 Mont-Blanc, seules les grandes chaînes nationales françaises (TF1, M6, Arte et les chaînes de France Télévisions) et suisses (TSR1 et TSR2), plus RTBF Sat et TV5 Monde ont droit à ce « privilège », toutes les autres chaînes francophones faisant partie soit du package linguistique, soit des packages supplémentaires payants (comme Canal+).
Depuis le 12 octobre 2010, TV8 Mont-Blanc est disponible sur BBox (canal 442) Canalsat (canal 97) et sur TNTSAT (canal 40).
TV8 Mont-Blanc est également disponible en streaming sur son site web depuis novembre 2006.